# Nyanzapithecus pickfordi
Н'янзапітек  (Nyanzapithecus pickfordi)  — це примат із середнього міоцену з острова Мабоко, провінція Н'янза, Кенія. Цей вид мав середню масу тіла близько 10 кг (22 фунти).

## Систематика
П'ятнадцять черепно-одонтологічних зразків цього типу приматів були зібрані на острові між у період 1933-1973 років. Під час експедиції на острові Мабоко у 1982-1983 рр., палеоантрополог Мартін Пікфорд виявив понад сто невеликих скам'янілостей. За ними Харрісон у 1986 р. описав новий рід і вид Nyanzapithecus pickfordi, котрий характеризується кількома одонтологічними специфічними рисами. Н'янзапітек вважався тісно пов'язаним з Rangwapithecus і Mabokopithecus на основі одонтологічних подібностей і як ранній  родич ореопітека. Н'янзапітек був включений до роду Oreopithecidae, потім був переведений в Proconsulidae. Кунімацу у 1997 році описав новий вид, N. harrisoni, із місцевості Начола, Кенія. 

## Одонтологічна морфологія
Nyanzapithecus pickfordi має зубну формулу 2: 1: 2: 3 як на верхній, так і на нижній щелепі. Верхні малі кутні зуби були довгими і мали язичні горби, схожі один на одного за розміром нижні корінні зуби мали глибокі вирізи. Ґрунтуючись на зубній морфології це був листоїдний вид.